# Lagtingsvalget 1945
Lagtingsvalget på Færøerne 1945 blev afholdt 6. november 1945.
Antallet af repræsentanter i Lagtinget blev reduceret fra 25 til 23.

## Resultater
| Parti                | Tilslutning | Mandater i Lagtinget | Ændring fra 1943 (mandater) | Ændring fra 1943 (%) |
| -------------------- | ----------- | -------------------- | --------------------------- | -------------------- |
| Fólkaflokkurin       | 43,4 %      | 11                   | -1                          | 1,9                  |
| Sambandsflokkurin    | 24,4 %      | 6                    | -2                          | -3,9                 |
| Javnaðarflokkurin    | 22,8 %      | 6                    | +1                          | 2,9                  |
| Sjálvstýrisflokkurin | 9,4 %       | 0                    | —                           | -1,0                 |

## Eksterne Henvisninger
- Hagstova Føroya — Íbúgvaviðurskifti og val (Færøsk statistik)